# المحقق كونان (الموسم 12)
المحقق كونان هو الموسم الثاني عشر من سلسلة المحقق كونان (باليابانية: 名探偵コナン، تُنطق ميه‌تانتيه كۆنان أي المحقق العظيم كونان) تُرجمت رسميًا إلى المُحقق كونان، وهي سلسلة مانغا للكاتب غوشو أوياما حُولِّت إلى مسلسل أنيمي وحلقات أوفا وأفلام أنمي وألعاب فيديو ووسائط أخرى يابانية وقد بدأ عرض السلسلة من 21 أبريل 2003 إلى 23 فبراير 2004.
أُذيعت الحلقة الأولى في 8 يناير 1996 وعرضت الحلقات بالتوالي إلى أن وصلت إلى أكثر من 1,155 حلقة، وبذلك تحتل المركز الخامس عشر في قائمة أكثر الأنيميات من حيث عدد الحلقات. يتم عرض حلقة واحدة من الأنمي أسبوعيًا على نبون تلفجن إلا في حالات عرض الأفلام فإنها قد تتأجل إلى أسبوعين أو أكثر. تتم دبلجة الأنيمي للغة العربية من قِبَل مركز الزهرة ولا تزال دبلجته مُستمرة لأكثر من ثمانية عشرة سنة منذ سنة 1998، حيث عُرض لأول مرة على تلفزيون قطر، وقد وصلت الحلقات المُدبلجة إلى 565 (537 بالنّظام الياباني) من أصل 1,155 حلقة.
يُعرَض المحقق كونان في اليابان على قناة نيبون تي في وقناة يوميأوري وقناة أنيماكس وقناة YTV اليابانية، وقد لاقى المحقق كونان رواجًا كبيرًا في اليابان حيث احتل مركزًا من ضمن المراكز الستة الأوائل في ست مناسبات مختلفة. وبحسب استطلاعات الرأي التي أجرتها مجلة أنيميج، اعتبر الأنيمي من بين أفضل 20 أنيمي تم إصداره خلال الفترة من عام 1996 إلى عام 2001. أيضا احتل المحقق كونان المركز الثالث والعشرين من ضمن قائمة أفضل 100 أنيمي، أجرته شبكة أساهي اليابانية في عام 2005.
بدأ عرض الموسم الثامن المدبلج بالعربية من المحقق كونان في شهر أبريل من سنة 2013 على قناة سبيس تون، وتبدأ من الحلقة 333 اليابانية. استمرت الدبلجة لمدة 28 حلقة (مع فصل الحلقة الخاصة إلى خمس حلقات) إلى الحلقة 355 اليابانية. تم عرض الأفلام الأربعة المدبلجة (بالتوالي، الرابع، ثم الثاني، ثم الثالث ثم الأول) مقسمة على شكل حلقات على أساس أنها حلقات من الجزء الثامن، ليتم الإعلان عن توقف عرض هذا الجزء من الدبلجة بشكل مؤقت. تم استئناف عرض الحلقات المدبلجة انطلاقا من الحلقة 356 اليابانية مع الحفاظ على تسمية العرض المدبلج بالجزء الثامن وذلك في خريف 2014 على قناة سبيس تون (نظرا لتوقف قناة سبيس باور عن البث) مع تغيير بعض الممثلين مثل سمر كوكش (مؤدية ران السابقة) برنا أبو حسون.
تعد النسخة العربية حاليا من بين أطول الدبلجات غير اليابانية لهذا الأنيمي بالمقارنة مع دبلجات طويلة أخرى (الألمانية التي توقفت نهائيا في 2006 عند الحلقة اليابانية 308، والإسبانية التي انقطعت مؤقتا في 2012 عند الحلقة 360، والإيطالية التي بلغت الحلقة 562 اليابانية) أو حتى دبلجات أخرى قصيرة العمر (مثل الدبلجة الفرنسية التي توقفت عند الحلقة 172، والأمريكية التي توقفت عند الحلقة 123).

## عناوين الحلقات
| #                  | #             | عنوان الحلقة                                                                                   | عنوان الحلقة                         | تفاصيل الحلقة | تفاصيل الحلقة  | تفاصيل الحلقة      |
| اليابان            | العالم العربي | باليابانية                                                                                     | بالدبلجة العربية                     | في المانغا    | تاريخ العرض    | تاريخ العرض العربي |
| ------------------ | ------------- | ---------------------------------------------------------------------------------------------- | ------------------------------------ | ------------- | -------------- | ------------------ |
| 316                | 336           | البطل المقنع فاقد البريق (الجزء الأول)                                                         | قناع الذئب (الجزء الأول)             | فصل 387-389   | 21 أبريل 2003  |                    |
| 317                | 337           | البطل المقنع فاقد البريق (الجزء الثاني)                                                        | قناع الذئب (الجزء الثاني)            | فصل 387-389   | 28 أبريل 2003  |                    |
| 318                | 338           | علبة السجائر جالبة الحظ (الجزء الأول)                                                          | جريمة في الضباب (الجزء الأول)        | فلر           | 5 مايو 2003    |                    |
| 319                | 339           | علبة السجائر جالبة الحظ (الجزء الثاني)                                                         | جريمة في الضباب (الجزء الثاني)       | فلر           | 12 مايو 2003   |                    |
| 320                | 340           | فن النينجا: فن خلق دليل البراءة                                                                | حيلة النينجا                         | فلر           | 19 مايو 2003   |                    |
| 321                | 341           | سيارة فرار الخاطف التي تلاشت (الجزء الأول)                                                     | سيارة الاختطاف (الجزء الأول)         | فلر           | 26 مايو 2003   |                    |
| 322                | 342           | سيارة فرار الخاطف التي تلاشت (الجزء الثاني)                                                    | سيارة الاختطاف (الجزء الثاني)        | فلر           | 2 يونيو 2003   |                    |
| 323                | 343           | موقف هيجي هاتوري اليائس! (الجزء الأول)                                                         | لغز الأرقام (الجزء الأول)            | فصل 390-392   | 9 يونيو 2003   |                    |
| 324                | 344           | موقف هيجي هاتوري اليائس! (الجزء الثاني)                                                        | لغز الأرقام (الجزء الثاني)           | فصل 390-392   | 16 يونيو 2003  |                    |
| 325                | 345           | الحصان الأحمر وسط اللهب (جزء الحادثة)                                                          | الحصان الأحمر (الجزء الأول)          | فصل 393-397   | 23 يونيو 2003  |                    |
| 326                | 346           | الحصان الأحمر وسط اللهب (جزء التحقيق)                                                          | الحصان الأحمر (الجزء الثاني)         | فصل 393-397   | 30 يونيو 2003  |                    |
| 327                | 347           | الحصان الأحمر وسط اللهب (جزء الحل)                                                             | الحصان الأحمر (الجزء الثالث)         | فصل 393-397   | 7 يوليو 2003   |                    |
| 328                | 348           | لغز نبيذ عيد الميلاد                                                                           | عصير الحفلة                          | فلر           | 14 يوليو 2003  |                    |
| 329                | 349           | الصداقة لا تُشترى بالمال (الجزء الأول)                                                          | الصداقة المزيفة (الجزء الأول)        | فصل 398-400   | 28 يوليو 2003  |                    |
| 330                | 350           | الصداقة لا تُشترى بالمال (الجزء الثاني)                                                         | الصداقة المزيفة (الجزء الثاني)       | فصل 398-400   | 4 أغسطس 2003   |                    |
| 331                | 351           | تابل الكاري المريب (الجزء الأول)                                                               | لغز التوابل (الجزء الأول)            | فصل 407-409   | 11 أغسطس 2003  |                    |
| 332                | 352           | تابل الكاري المريب (الجزء الثاني)                                                              | لغز التوابل (الجزء الثاني)           | فصل 407-409   | 18 أغسطس 2003  |                    |
| بداية الجزء الثامن |               |                                                                                                |                                      |               |                |                    |
| 333                | 353           | الأميرات المتماثلات (الجزء الأول)                                                              | لقاء الصديقتين (الجزء الأول)         | فصل 413-416   | 25 أغسطس 2003  | 28 أبريل 2013      |
| 334                | 354           | الأميرات المتماثلات (الجزء الثاني)                                                             | لقاء الصديقتين (الجزء الثاني)        | فصل 413-416   | 1 سبتمبر 2003  | 29 أبريل 2013      |
| 335                | 355           | سر إستديو توتو لتحميض الأفلام (الجزء الأول)                                                    | جريمة في دار السينما (الجزء الأول)   | فصل 417-419   | 8 سبتمبر 2003  | 5 مايو 2013        |
| 336                | 356           | سر إستديو توتو لتحميض الأفلام (الجزء الثاني)                                                   | جريمة في دار السينما (الجزء الثاني)  | فصل 417-419   | 15 سبتمبر 2003 | 6 مايو 2013        |
| 337                | 357           | الملابسات الخفية لحادث السقوط                                                                  | سر الشجار                            | فلر           | 13 أكتوبر 2003 | 12 مايو 2013       |
| 338                | 358           | أربع سيارات بورش (الجزء الأول)                                                                 | جريمةٌ في سيارة فاخرة (الجزء الأول)   | فصل 420-422   | 20 أكتوبر 2003 | 13 مايو 2013       |
| 339                | 359           | أربع سيارات بورش (الجزء الثاني)                                                                | جريمةٌ في سيارة فاخرة (الجزء الثاني)  | فصل 420-422   | 27 أكتوبر 2003 | 19 مايو 2013       |
| 340                | 360           | السر المخفي في الحمام (الجزء الأول)                                                            | السر المخبأ في الحمام (الجزء الأول)  | فصل 423-425   | 3 نوفمبر 2003  | 20 مايو 2013       |
| 341                | 361           | السر المخفي في الحمام (الجزء الثاني)                                                           | السر المخبأ في الحمام (الجزء الثاني) | فصل 423-425   | 10 نوفمبر 2003 | 26 مايو 2013       |
| 342                | 362           | عروس هويز تن بوش (حلقة خاصة لمدة ساعة)                                                         | عرس في بيت الغابة (الجزء الأول)      | فلر           | 17 نوفمبر 2003 | 27 مايو 2013       |
| 342                | 363           | عروس هويز تن بوش (حلقة خاصة لمدة ساعة)                                                         | عرس في بيت الغابة (الجزء الثاني)     | فلر           | 17 نوفمبر 2003 | 2 يونيو 2013       |
| 343                | 364           | فخ في المستودع المناسب (الجزء الأول)                                                           | سارق بضائع المتجر (الجزء الأول)      | فصل 426-428   | 1 ديسمبر 2003  | 3 يونيو 2013       |
| 344                | 365           | فخ في المستودع المناسب (الجزء الثاني)                                                          | سارق بضائع المتجر (الجزء الثاني)     | فصل 426-428   | 8 ديسمبر 2003  | 9 يونيو 2013       |
| 345                | 366           | المواجهة وجهًا لوجه مع المنظمة السوداء: لغزان في ليلة اكتمال القمر (حلقة خاصة لمدة ساعتين ونصف) | دعوة من مجهول (الجزء الأول)          | فصل 429-434   | 5 يناير 2004   | 10 يونيو 2013      |
| 345                | 367           | المواجهة وجهًا لوجه مع المنظمة السوداء: لغزان في ليلة اكتمال القمر (حلقة خاصة لمدة ساعتين ونصف) | دعوة من مجهول (الجزء الثاني)         | فصل 429-434   | 5 يناير 2004   | 16 يونيو 2013      |
| 345                | 368           | المواجهة وجهًا لوجه مع المنظمة السوداء: لغزان في ليلة اكتمال القمر (حلقة خاصة لمدة ساعتين ونصف) | دعوة من مجهول (الجزء الثالث)         | فصل 429-434   | 5 يناير 2004   | 17 يونيو 2013      |
| 345                | 369           | المواجهة وجهًا لوجه مع المنظمة السوداء: لغزان في ليلة اكتمال القمر (حلقة خاصة لمدة ساعتين ونصف) | دعوة من مجهول (الجزء الرابع)         | فصل 429-434   | 5 يناير 2004   | 23 يونيو 2013      |
| 345                | 370           | المواجهة وجهًا لوجه مع المنظمة السوداء: لغزان في ليلة اكتمال القمر (حلقة خاصة لمدة ساعتين ونصف) | دعوة من مجهول (الجزء الخامس)         | فصل 429-434   | 5 يناير 2004   | 24 يونيو 2013      |
| 346                | 371           | البحث عن علامة أسفل الظهر (الجزء الأول)                                                        | مفتاح السيارة المفقود (الجزء الأول)  | فصل 435-437   | 12 يناير 2004  | 30 يونيو 2013      |
| 347                | 372           | البحث عن علامة أسفل الظهر (الجزء الثاني)                                                       | مفتاح السيارة المفقود (الجزء الثاني) | فصل 435-437   | 19 يناير 2004  | 1 يوليو 2013       |
| 348                | 373           | حب، شبح، وميراث كبير (الجزء الأول)                                                             | جريمة في القرية (الجزء الأول)        | فلر           | 26 يناير 2004  | 7 يوليو 2013       |
| 349                | 374           | حب، شبح، وميراث كبير (الجزء الثاني)                                                            | جريمة في القرية (الجزء الثاني)       | فلر           | 2 فبراير 2004  | 8 يوليو 2013       |
| 350                | 375           | الجوَّال المنسيُّ (الجزء الأول)                                                                    | الهاتف المحمول (الجزء الأول)         | فصل 438-440   | 9 فبراير 2004  | 14 يوليو 2013      |
| 351                | 376           | الجوَّال المنسيُّ (الجزء الثاني)                                                                   | الهاتف المحمول (الجزء الثاني)        | فصل 438-440   | 16 فبراير 2004 | 15 يوليو 2013      |
| 352                | 377           | مأساة بطولة الصيد (الجزء الأول)                                                                | مسابقة صيد السمك (الجزء الأول)       | فلر           | 23 فبراير 2004 | 21 يوليو 2013      |
| 353                | 378           | مأساة بطولة الصيد (الجزء الثاني)                                                               | مسابقة صيد السمك (الجزء الثاني)      | فلر           | 23 فبراير 2004 | 22 يوليو 2013      |